# Teodor Llorente i Olivares

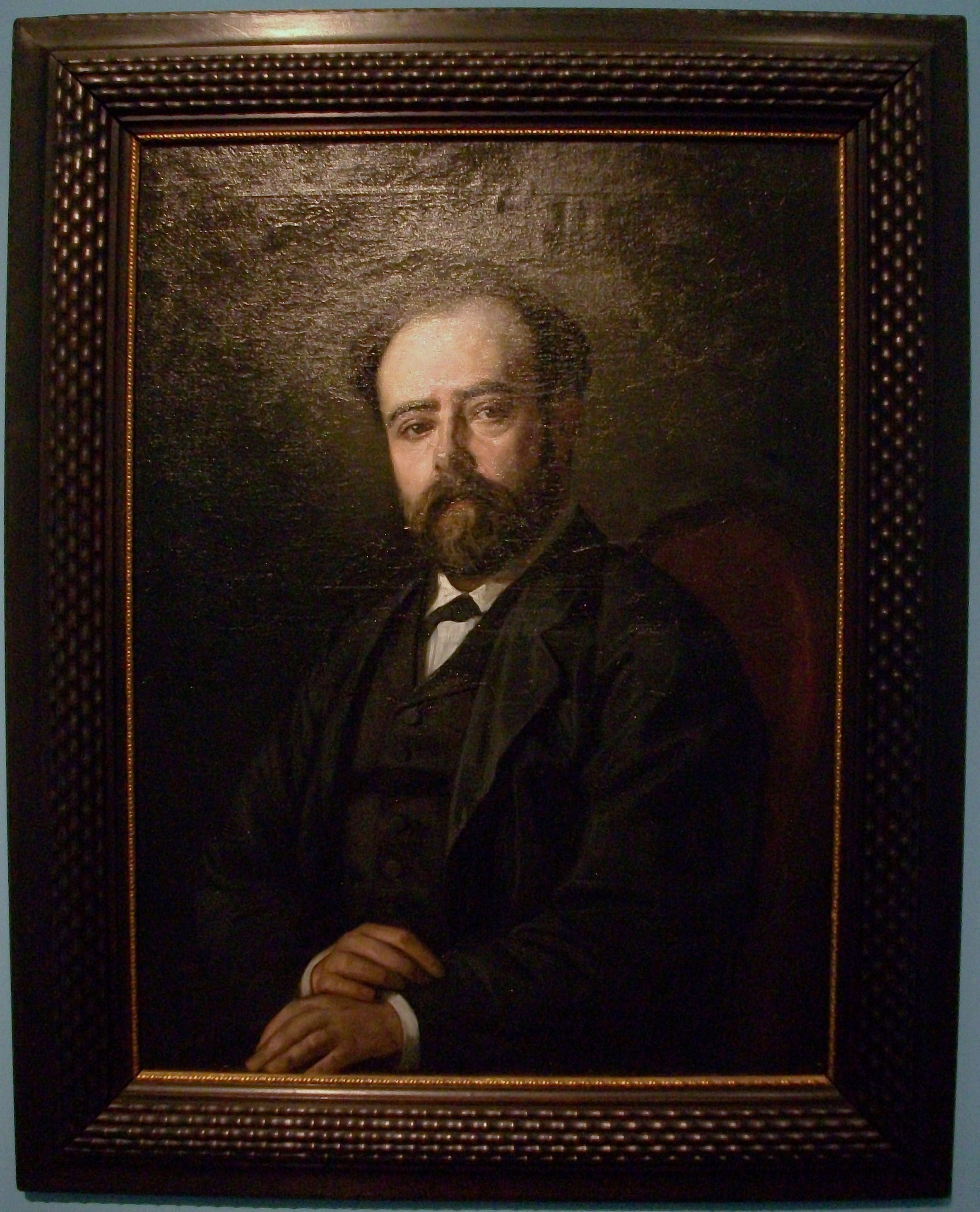
Porträt von Teodor Llorente (1872)

Teodor Llorente i Olivares (spanisch Teodoro Lorente y Olivares, * 7. Januar 1836 in Valencia; † 2. Juli 1911 ebenda) war ein valencianischer Dichter katalanischer und spanischer Sprache. Er war eine entscheidende Persönlichkeit der kulturellen Renaixença des 19. Jahrhunderts in den valencianischen Gebieten. Seine spanischsprachige Literatur wird der Romantik des 19. Jahrhunderts zugerechnet. Er war 1878 Mitbegründer der literarischen Gesellschaft Lo Rat Penat in Valencia und von 1878 bis 1879 deren Präsident.

## Leben und Werk
Nach seinem Abschluss in Jura, Philosophie und Literatur an der Universität von Valencia übernahm Teodor Llorente die Leitung der Zeitungen La Opinion (1861), die er 1866 erwarb und in Las Provincias umbenannte, und El Panorama (1868–1870). Als Mitglied der konservativen Partei wurde er während der monarchischen Restauration in Spanien in der Person von Alfonso XII. zum Abgeordneten (1891 und 1899) und zum Senator (1896) gewählt.
Sein erstes Versdrama Delirios de amor (1853) schrieb er in spanischer Sprache. Nachdem er die Werke von Marià Aguiló und Joaquim Rubió i Ors kennengelernt hatte, verfasste er alle seine weiteren eigenen poetischen Werke in katalanischer Sprache. Die beiden wichtigsten Werke sind das Llibret de versos (Librito de versos, 1884) und das Nou libret de versos (Nuevo librito de versos, 1902), das 1909 in einer stark erweiterten zweiten Auflage mit einem Prolog von Marcelino Menéndez Pelayo erschien. Er war Betreuer (1866) und Präsident (1880)  der Jocs Florals von Barcelona und Betreuer der Blumenspiele von Valencia (1905). 1879, 1887 und 1907 gewann er bei den Wettbewerben von Valencia für seine Dichtungen die Flor natural, die „natürliche Blume“ für die beste Liebesdichtung. Einen Teil seiner frühen Lyrik in spanischer Sprache sammelte er in den Versos de la juventud (1970). Teodor Llorente war darüber hinaus der Verfasser einer der wichtigsten Reiseführer für die valencianischen Länder. Er übersetzte Gedichte unter anderem von Victor Hugo (1860), Lord Byron (1863) und Heinrich Heine (1885) in die spanische Sprache.
Tomás Fernández und Elena Tamaro charakterisieren Teodor Llorente als einen Lyriker einer „einfachen, offenen Spiritualität“ und einer „konservativen christlichen Tradition“, der in seinen Gedichten einerseits „patriotisch das bürgerliche und kulturelle Leben Valencias“ und andererseits das „intime, bescheidene Familienleben in Valencia“ thematisierte. All diese Themen sind in der Lyrik von einer umfassenden Präsenz der valencianischen Landschaft unterlegt.
Die Enciclopèdia Catalana resümiert in ihrem Artikel zu Teodor Llorente eher ein Scheitern der fügsamen kulturellen valencianischen Renaixença à la Teodor Llorente, der sich der Dichter durchaus selbst bewusst war.